# Jacques de la Passion
Jacques-Adrien Waersegger (1642-1717) est un carme flamand, de la Réforme de Touraine, témoin de la spiritualité de ses contemporains, à travers la compilation de biographies carmélitaines, sous le nom de Jacques de la Passion.

## Biographie
Jacques-Adrien Waersegger est né en 1642, à Louvain (Belgique), dans les Pays-Bas méridionaux. Entré chez les carmes de la Réforme de Touraine, il y reçoit le nom de Jacques de la Passion, est ordonné prêtre et devient un prédicateur à succès. Après avoir passé l'essentiel de son existence à Bruxelles, il est décédé dans cette ville, en 1717.

## Postérité
À l'exception d'un recueil de méditations sur la Passion du Christ et les douleurs de la Vierge, Jacques a rédigé tous ses ouvrages en néerlandais. Deux d'entre eux traitent de la participation à l'Eucharistie; le premier, plus spécialement dans une perspective d'intercession en faveur des âmes du purgatoire (une thématique que l'on trouve, à la même époque, chez le carme Léon de Saint-Laurent). L'essentiel de la production de Jacques est toutefois consacrée à la compilation de témoignages sur des figures mystiques contemporaines, comme la carmélite Gillette de Saint-François ou les tertiaires Élisabeth de Jésus et François de la Croix. Une première série de vingt-trois biographies est ainsi publiée en trois volumes, entre 1681 et 1684, sous le titre Rayons du Soleil du S. Père prophète Elie, avec douze portraits gravés en taille-douce par R. Collin (Bruxelles). En 1687, elle sera complétée par une seconde série, intitulée Le Trésor du carmel, elle aussi ornée de trois gravures de R. Collin. À travers la traduction de ces récits édifiants se dessinent les contours de la spiritualité carmélitaine à l'âge baroque, au sein de la Réforme de Touraine et  dans les régions d'Europe touchées par la culture espagnole.

### Œuvres
- Het H. Sacrificie der Miss... , Bruxelles, 1674.
- Manière dévote d'entendre la Messe, Bruxelles, 1676.
- Meditationes de Christo patienti, et Matre compatiente, Utrecht, 1678.
- De stralen van de Sonne van den H. Vader en propheet Elias, dese eeuwe verspeydt door Duytschland en nederlandt, Italiën en Vranckryck, en door de Koninghrycken van Spagnien, Liège, 1681-1684.
- Den schat van carmelus verborghen in dese eeuwe... Uyt het spaensch vertaelt..., Liège, 1687.
- La vie du vertueux frère François de la Croix, religieux laïc de l'Ordre du Mont-Carmel, s. l., s. d.

### Études
- Eug. De Seyn, « Waersegger (Jacques-Adrien) », Dictionnaire biographique des Sciences, des Lettres et des Arts en Belgique, Bruxelles, Editions L'Avenir, t. II,‎ 1936, p. 1153, col. 2 - p. 1154, col. 1.
- J.-N. Paquot, « Jacques de la Passion », Mémoires pour servir l'histoire littéraire des dix-sept provinces des Pays-Bas, de la principauté de Liège, et de quelques contrées voisines, Louvain, Imprimerie Académique, t. V,‎ 1765, p. 188-190.